# 元町公園

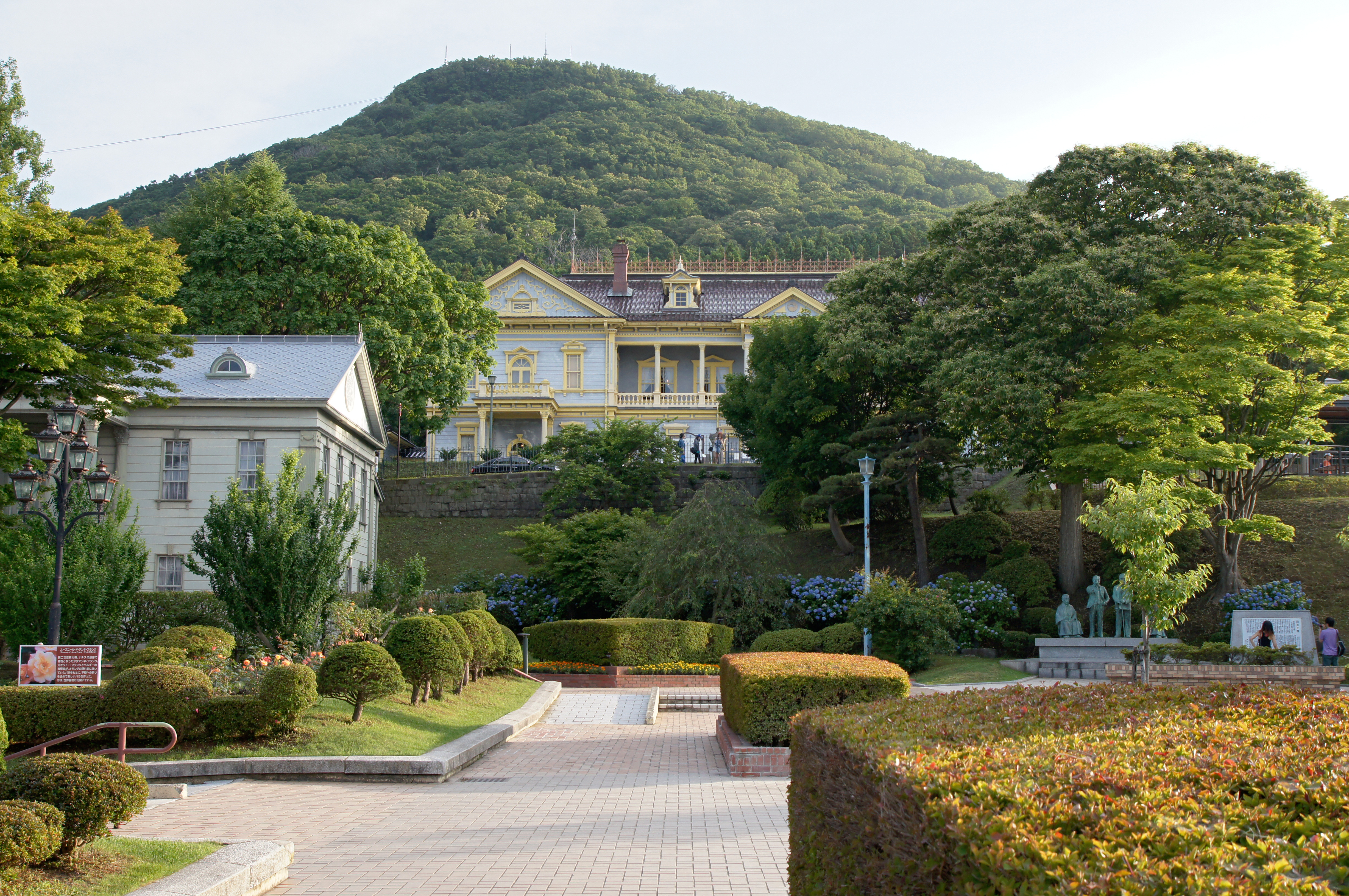
元町公園と旧函館区公会堂（2012年7月）

元町公園（もとまちこうえん）は、北海道函館市にある公園。「日本の歴史公園100選」選定。

## 歴史
函館山山麓にある基坂の突当りに位置し、函館港を一望することができる。1454年（享徳3年）、河野政通が宇須岸（ウスケシ）と呼ばれていた場所（元町公園と市立函館病院跡地付近）に館（宇須岸館）を築く。館が箱の形に似ていることにからこの地を「箱館」と呼ぶようになる。1869年（明治2年）に蝦夷地が北海道と改称し、箱館も「函館」となった。よって、元町公園周辺が市名の由来となった場所である。また、箱館八幡宮（函館八幡宮）が遷座、江戸幕府が箱館奉行所を設置した場所であり、旧北海道庁函館支庁庁舎には開拓使函館支庁、函館県庁、北海道庁函館支庁（後の渡島支庁、現在の渡島総合振興局）が置かれ、政治の中心地であった場所でもある。
1950年（昭和25年）10月、渡島支庁の移転後は北海道庁の関係施設として引き続き利用されてきたが、1957年（昭和32年）10月、函館市が旧渡島支庁所在地（市内五稜郭町111番地ほか。現・函館市立中央図書館）の市有地と交換する形で北海道庁より入手した。その後は准看護師養成所や市立函館病院の仮病棟、高等看護学校の寄宿舎といった医療や医療人材育成に使われ、1982年（昭和57年）10月に旧北海道庁函館支庁庁舎を移設、約7,000m2が整備、元町公園として開園したものである。
旧北海道庁函館支庁庁舎、旧開拓使函館支庁書籍庫は北海道の「有形文化財」に指定されているほか、元町公園を含む函館西部地区の町並みは「重要伝統的建造物群保存地区」「函館市西部地区歴史的まちなみ保存環境美化促進地区」に選定されており、観光スポットになっている。
1989年（平成元年）に函館市水道局（当時）が市の魚として制定された「イカ」のデザインを施したデザインマンホール蓋を設置した。
2005年度から2カ年計画で旧市立函館病院跡地を利用した拡張整備を行った。

### 年表
出典は『函館西部地区Ⅱ　山側部　pp.138-142』他
前史
- 1893年（明治26年） - 北海道庁函館支庁庁舎新築
- 1907年（明治40年）8月25日 - 明治40年函館大火被災、旧開拓使函館支庁書籍庫を残して焼失
- 1909年（明治42年）5月 - 北海道庁函館支庁庁舎（現・旧北海道庁函館支庁庁舎）新築
- 1922年（大正11年）8月17日 - 函館支庁が北海道庁渡島支庁に改称
- 1950年（昭和25年）10月 - 渡島支庁がニチロビルディング3号館に移転
- 1957年（昭和32年）8月 - 北海道庁と函館市間で土地建物対等交換が行われ、函館市所有になり、医療や医療人材育成に使われる
- 1974年（昭和49年）8月 - 北海道庁より北海道開拓の村へ旧北海道庁函館支庁庁舎の移設と寄贈を求められる
- 1978年（昭和53年）
  - 4月 - 旧北海道庁函館支庁庁舎移設反対運動から函館の歴史、景観への意識が高まり「函館の歴史的風土を守る会（歴風会）」が設立される
  - 11月 - 旧北海道庁函館支庁庁舎移設反対運動を受けて函館市長が現地保存を含めた再検討方針を決めて、その後そのまま保存することに決定
- 1980年（昭和55年）11月 - 港から旧函館区公会堂が見えたほうがいいとの声を受け、函館市教育委員会が旧北海道庁函館支庁庁舎本館を移設することに決定
- 1982年（昭和57年）8月 - 旧北海道庁函館支庁庁舎本館移設完了。館内に函館市観光案内所開設

開園以降
- 1982年（昭和57年）10月 - 元町公園開園
- 1989年（平成元年） - 函館市水道局（現・函館市企業局上下水道部）が市の魚として制定された「イカ」のデザインを施したデザインマンホール蓋を設置
- 1991年（平成3年）12月25日 -  旧北海道庁函館支庁庁舎、漏電とみられる火災で内部を損傷
- 1992年（平成4年）12月 - 旧北海道庁函館支庁庁舎の復元工事開始
- 1994年（平成6年）4月 - 旧北海道庁函館支庁庁舎の工事完了
- 1995年（平成7年）4月 - 旧北海道庁函館支庁庁舎内に函館市写真歴史館開館
- 2005年度（平成17年度）から2006年度（平成18年度） - 旧市立函館病院跡地を利用した拡張整備実施
- 2016年（平成28年）3月末で函館市写真歴史館を廃止[14]
- 2022年（令和4年）8月 - 旧北海道庁函館支庁庁舎内にJolly Jellyfish 元町公園店開店[15]

## 施設
旧北海道庁函館支庁庁舎（Jolly Jellyfish 元町公園店）
1893年（明治26年）建築の先代の建物（洋風建築）が1907年（明治40年）8月25日発生の明治40年函館大火で焼失したために、1909年（明治42年）に建築された洋風木造2階建で再建されたもの。
旧開拓使函館支庁書籍庫
1880年（明治13年）建築の赤レンガ倉庫。大半のレンガは、かつて茂辺地村（現在の北斗市）にあった開拓使直営の茂辺地煉瓦石製造所で焼き上げられたもの。
書籍庫内に保存されていた幕末から明治期までの公文書など200点余りは、1956（昭和31年）11月に北海道庁から函館市に譲渡され、函館市中央図書館に保管されている。
函館四天王像
- 今井市右衛門
- 平田文右衛門
- 渡邉熊四郎
- 平塚時蔵

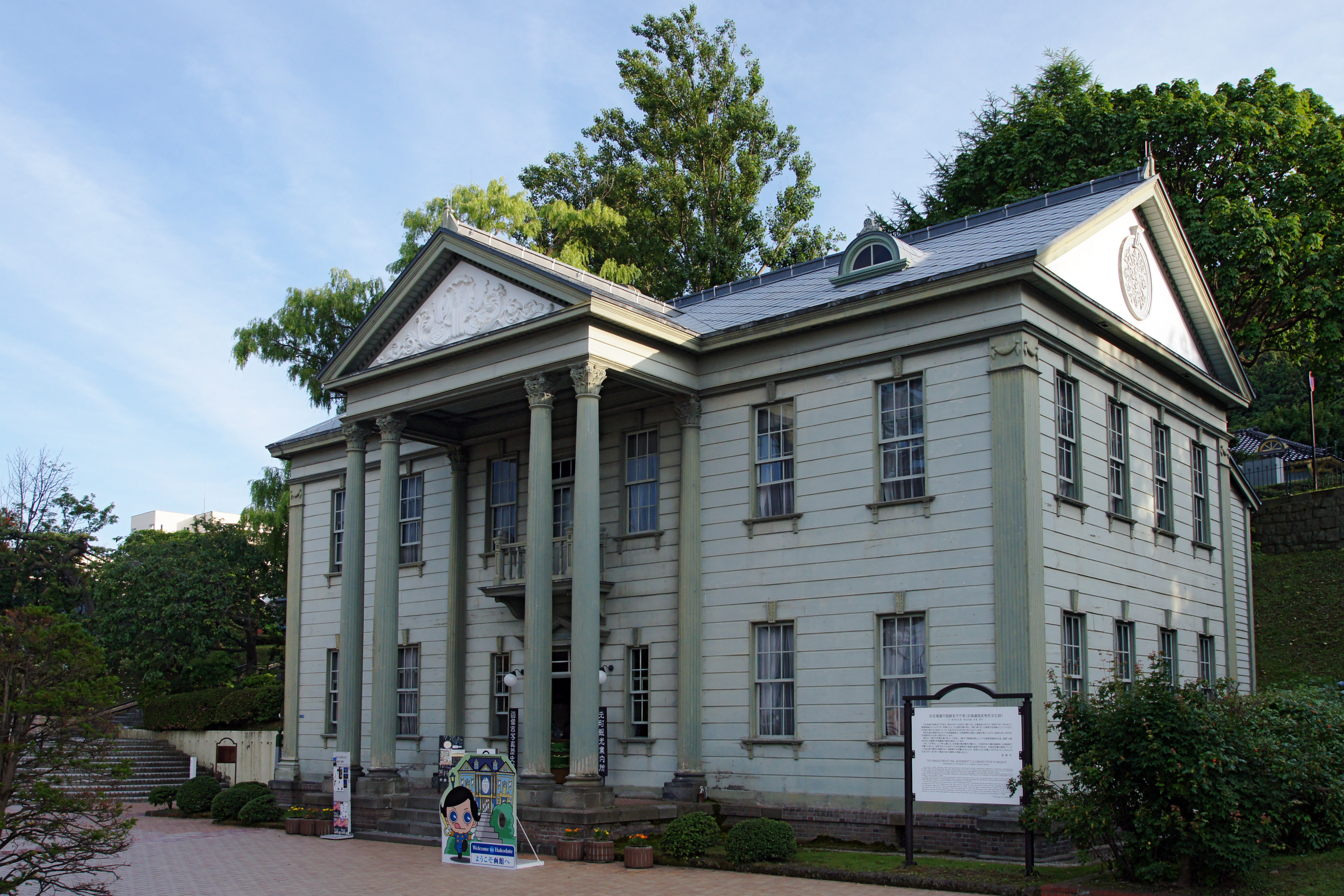
旧北海道庁函館支庁庁舎（2012年7月）
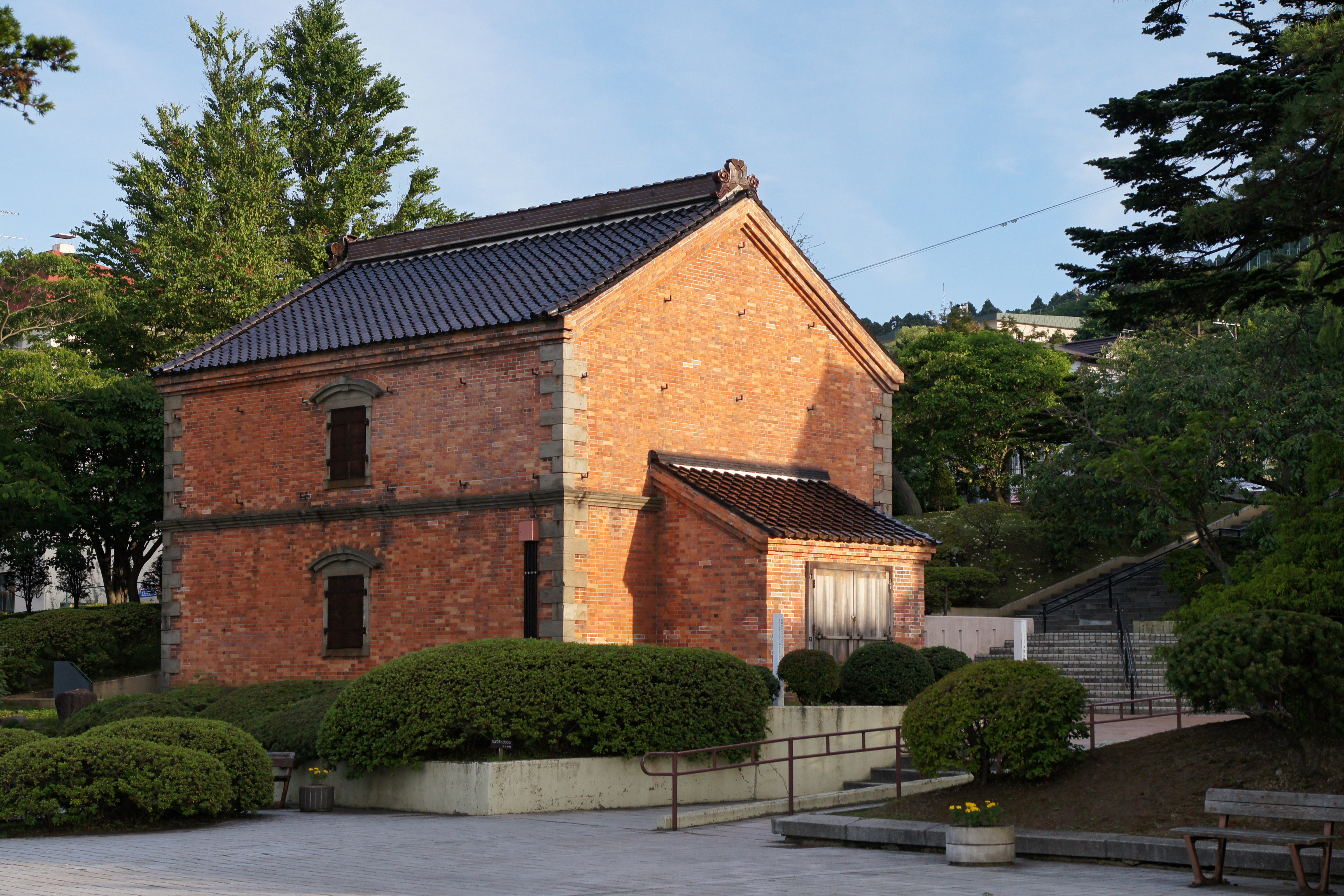
旧開拓使函館市庁書籍庫（2012年7月）
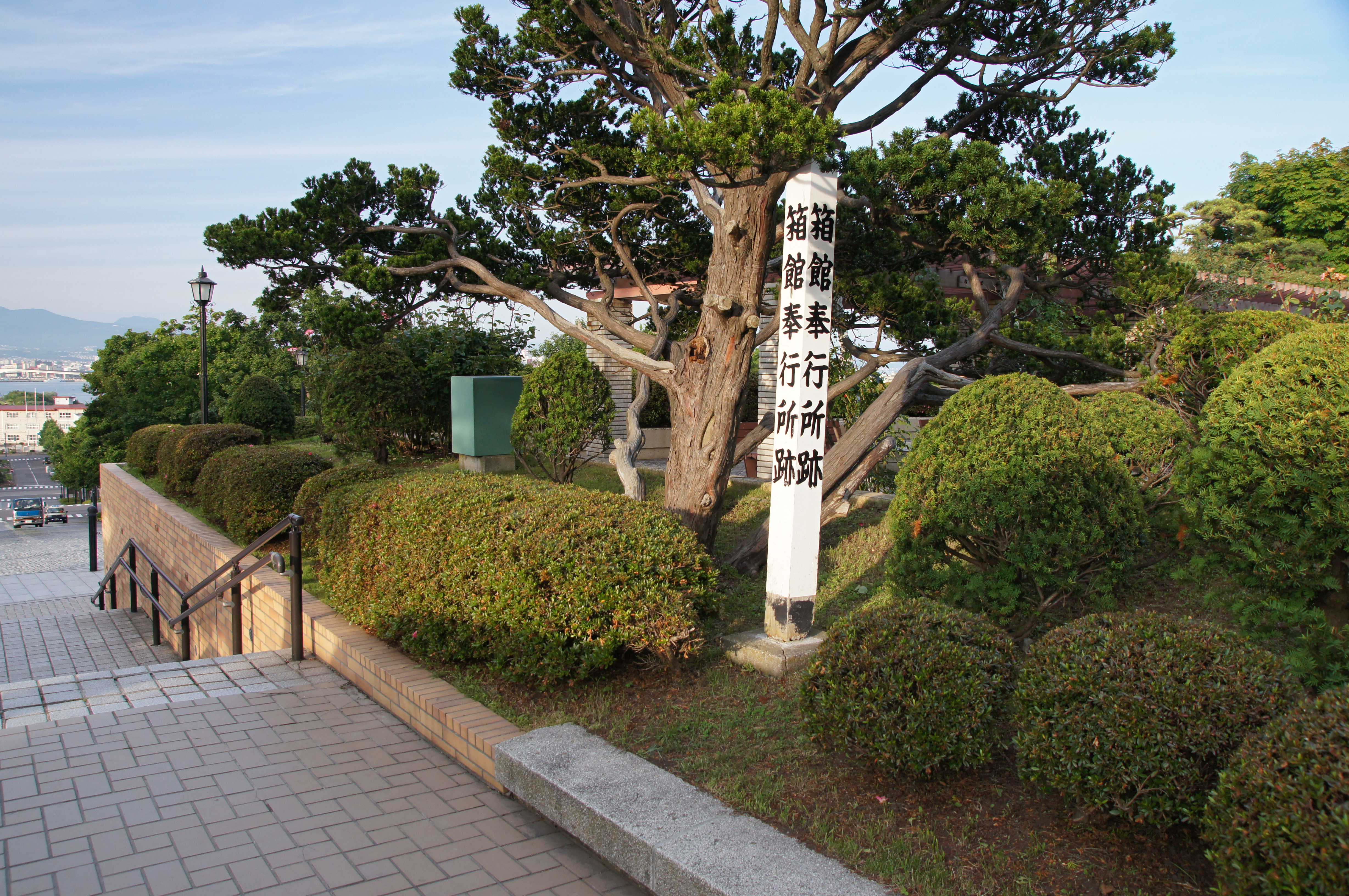
箱館奉行所跡（2012年7月）
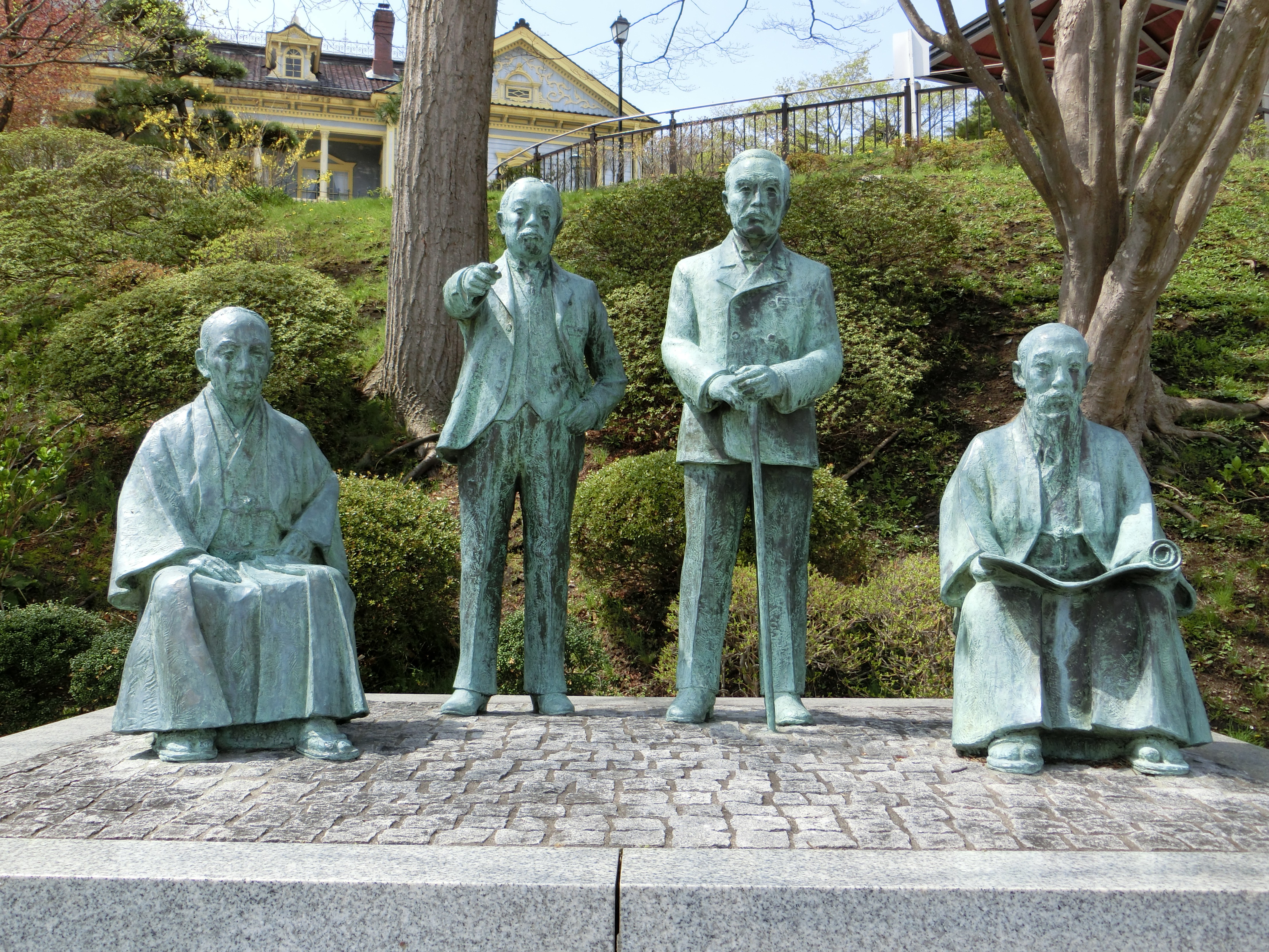
函館四天王像。左から今井市右衛門、平田文右衛門、渡邊熊四郎（初代）、平塚時蔵。

## 周辺
公園の近隣には旧函館区公会堂や函館市旧イギリス領事館、旧相馬邸といった歴史的建造物が建っている。

## イベント
- はこだて国際民俗芸術祭（8月）[20][21]

## 参考資料
- “函館市史 デジタル版”.  函館市中央図書館. 2016年1月6日閲覧。
- “基坂”. 北海道ファンマガジン (2008年3月13日). 2016年1月6日閲覧。